# Liste der Biografien/Huc
Liste der Biografien |
Portal Biografien |
Personensuche
# |
A |
B |
C |
D |
E |
F |
G |
H |
I |
J |
K |
L |
M |
N |
O |
P |
Q |
R |
S |
T |
U |
V |
W |
X |
Y |
Z |
?
 
Ha |
Hd |
He |
Hi |
Hj |
Hk |
Hl |
Hm |
Hn |
Ho |
Hr |
Hs |
Ht |
Hu |
Hv |
Hw |
Hy
 
Hua |
Hub |
Huc |
Hud |
Hue |
Huf |
Hug |
Huh |
Hui |
Huj |
Huk |
Hul |
Hum |
Hun |
Huo |
Hup |
Huq |
Hur |
Hus |
Hut |
Huu |
Huv |
Huw |
Hux |
Huy |
Huz
Die Liste der Biografien führt alle Personen auf, die in der deutschsprachigen Wikipedia einen Artikel haben. Dieses ist eine Teilliste mit 114 Einträgen von Personen, deren Namen mit den Buchstaben „Huc“ beginnt.

## Huc
- Huc, Ciprian (* 1999), rumänischer Ruderer
- Huc, Évariste Régis (1813–1860), französischer Entdecker und Missionar
- Huc-Mazelet, Jeanne (1765–1852), Schweizer Erzieherin und Kurierin

### Hucb
- Hucbald († 930), Mönch und einer der frühesten Musiktheoretiker des Abendlandes

### Huch
- Huch Ortega, Meritxell (* 1978), spanische Zellbiologin
- Huch, Claus-Jürgen (1926–2018), deutscher Kaufmann und Politiker (NDPD), MdV
- Huch, Elisabeth (1883–1956), deutsche Theaterschauspielerin
- Huch, Felix (1880–1952), deutscher Schriftsteller
- Huch, Friedrich (1873–1913), deutscher Dichter und Schriftsteller
- Huch, Heinrich Conrad (1850–1931), deutscher Verlagsbuchhändler
- Huch, Kurt Jürgen (1938–2024), deutscher Philosoph, Soziologe und Übersetzer
- Huch, Marie (1853–1934), deutsche Schriftstellerin
- Huch, Martin (* 1953), deutscher Musiker, Gitarrist, Produzent und Fotograf
- Huch, Ricarda (1864–1947), deutsche Schriftstellerin, Philosophin und Historikerin
- Huch, Rudolf (1862–1943), deutscher Schriftsteller
- Huch, Tobias (* 1981), deutscher Unternehmer und Politiker (FDP)Tobias Huch (* 1981)

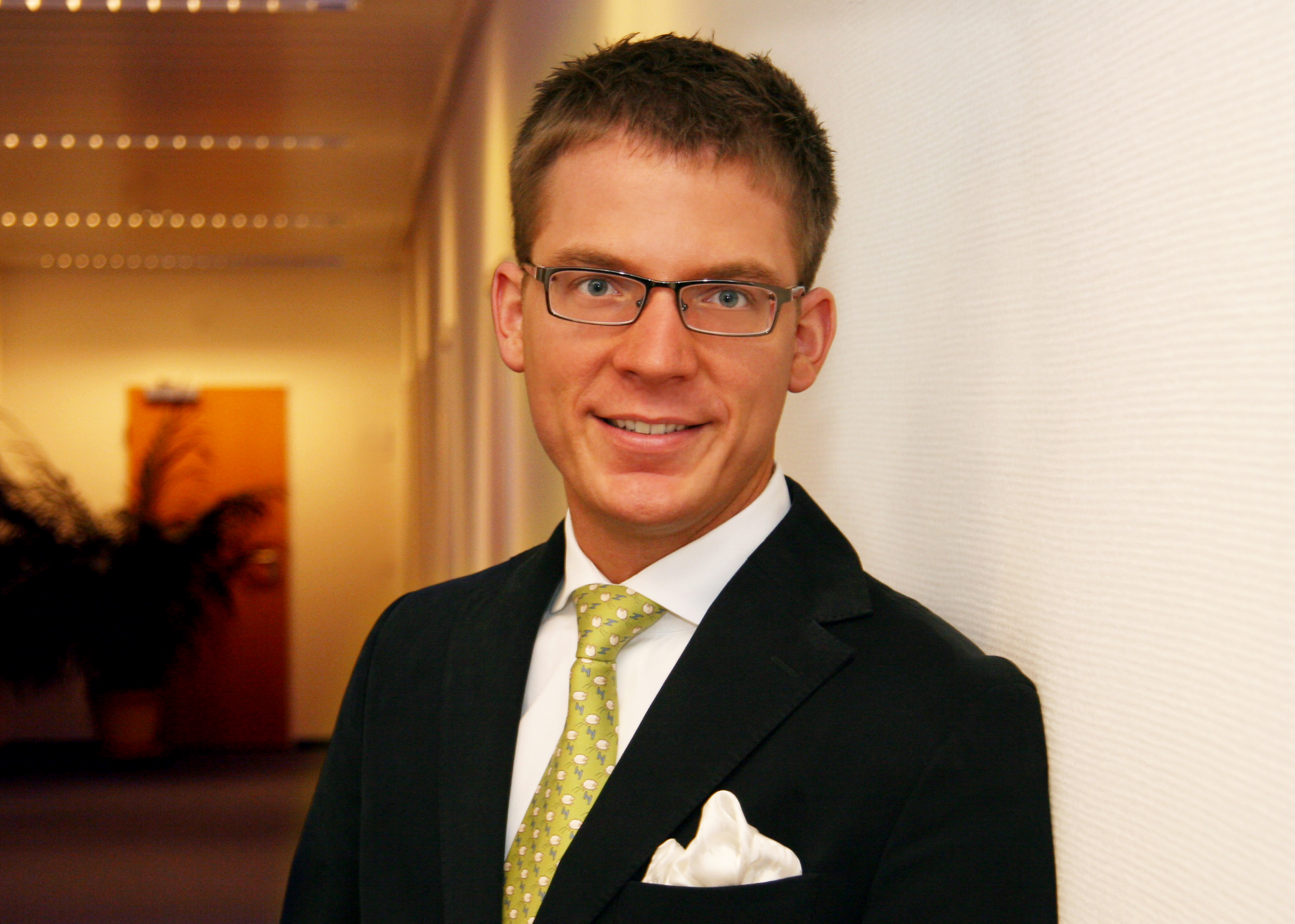
Tobias Huch (* 1981)

- Huch, William (1857–1950), deutscher Schauspieler
- Huchard, Stéphane (* 1964), französischer Jazz-Schlagzeuger und Komponist
- Huchard, Viviane (1946–2005), französische Kuratorin und Museumsdirektorin
- Huchel, Peter (1903–1981), deutscher Lyriker
- Huchet, Éric (* 1962), französischer Opernsänger (Lyrischer Tenor)
- Huchler, Josef (1936–2007), deutscher Politiker (REP), MdL und Unternehmer
- Hucho, Ferdinand (1939–2023), deutscher Biochemiker
- Hucho, Wolf-Heinrich (* 1935), deutscher Ingenieur
- Huchon, Jean-Paul (* 1946), französischer Politiker (PS), Präsident des Regionalrats der Île de France
- Huchra, John (1948–2010), US-amerikanischer Astronom
- Hucht, Emilie (1920–2014), deutsche Kommunalpolitikerin und zentrale Figur der Jugend- und Sozialarbeit in Mannheim
- Hüchtebrock, Johann von (1587–1615), Domherr in Münster
- Huchtenburgh, Jan van († 1733), niederländischer Maler
- Huchthausen, Liselot (1927–2020), deutsche Klassische Philologin, Althistorikerin und Autorin
- Huchting, Arnold (1824–1900), deutscher Politiker (DFP), MdR
- Hüchtker, Dietlind (* 1962), deutsche Historikerin
- Huchu, Tendai (* 1982), simbabwischer Schriftsteller
- Huchwajda, Jacek (* 1967), deutscher Säbelfechter
- Huchzermeyer, Clamor (1809–1899), deutscher lutherischer Pfarrer und Abgeordneter
- Huchzermeyer, Ernst (1902–1991), deutscher Verwaltungsjurist, Oberkreisdirektor
- Huchzermeyer, Hans (* 1939), deutscher Internist und Musikwissenschaftler
- Huchzermeyer, Helmut (1904–1984), deutscher Musikwissenschaftler, Komponist, Musikpädagoge, Volksliedforscher
- Huchzermeyer, Wilfried, deutscher Indologe und Verleger

### Huck
- Huck, August (1849–1911), deutscher Verleger
- Huck, Bill (* 1965), deutscher Radsporttrainer und ehemaliger Bahnradsportler
- Huck, Christian, deutscher Anglist
- Huck, Christine (* 1993), österreichische Judoka
- Huck, Daniel (* 1948), französischer Jazzmusiker
- Huck, Jean-Noël (* 1948), französischer Fußballspieler
- Huck, Johann Gerhard († 1811), deutscher Maler, Zeichner, Grafiker, Radierer und Kupferstecher
- Huck, Joseph (1805–1859), deutscher Richter und Politiker
- Huck, Jürgen (1927–2021), deutscher Archivar und Historiker, Stadtarchivar von Neuss (1977–1989)
- Huck, Karl (1876–1926), österreichischer Tiermaler
- Huck, Karsten (* 1945), deutscher Springreiter
- Huck, Marco (* 1984), deutscher BoxerMarco Huck (* 1984)

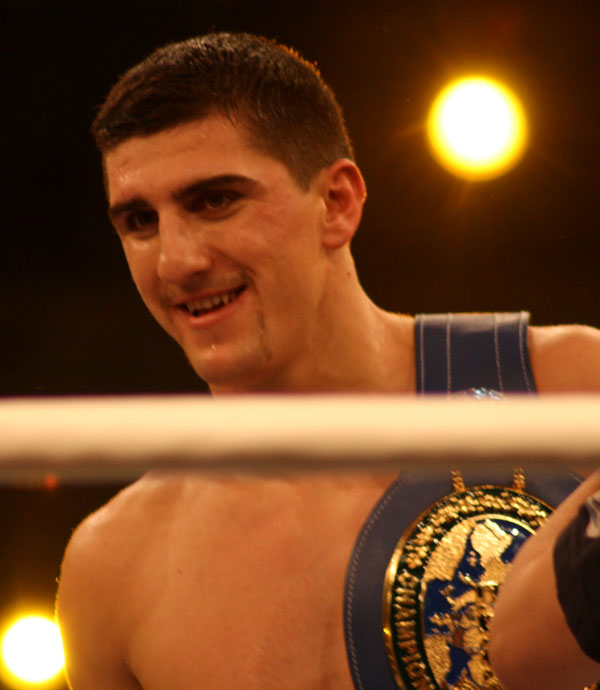
Marco Huck (* 1984)

- Huck, Mark (* 1957), US-amerikanischer Eisschnellläufer
- Huck, Oliver (* 1969), deutscher Musikwissenschaftler
- Huck, Stephan (1970–2024), deutscher Marinehistoriker
- Hück, Uwe (* 1962), deutscher Gewerkschaftsfunktionär, Betriebsratsvorsitzender der Porsche AG in Stuttgart
- Huck, Wilhelm (* 1970), niederländischer Chemiker
- Huck, Winfried (* 1960), deutscher Hochschullehrer und Jurist
- Huck, Winnifred Sprague Mason (1882–1936), US-amerikanische Politikerin
- Huck, Wolfgang (1889–1967), deutscher Verleger (Münchner Zeitung, Münchner Merkur)
- Huckabee Sanders, Sarah (* 1982), US-amerikanische Pressesprecherin des Weißen Hauses
- Huckabee, Cooper (* 1951), US-amerikanischer Schauspieler
- Huckabee, Mike (* 1955), US-amerikanischer Politiker, Gouverneur von Arkansas
- Huckaby, Jerry (* 1941), US-amerikanischer Politiker
- Huckauf, Peter (* 1940), deutscher Schriftsteller
- Hucke, Anja-Ursula (* 1967), deutsche Rechtswissenschaftlerin
- Hucke, Bernd (* 1952), deutscher Jurist, Richter am Bundesgerichtshof
- Hucke, Helmut (1927–2003), deutscher Musikwissenschaftler und Oboist
- Hucke, Johannes (* 1966), deutscher Schriftsteller und Publizist
- Hucke, Karl (1822–1911), preußischer Generalmajor
- Hucke, Kurt (1882–1963), deutscher Geologe
- Hucke, Thea (1893–1970), deutsche Malerin
- Hucke, Wolfram (1914–2011), deutscher Diplomat
- Huckebrink, Alfons (* 1953), deutscher Schriftsteller, Lyriker und Literaturkritiker
- Hückel, Erich (1896–1980), deutscher Chemiker und Physiker
- Hückel, Walter (1895–1973), deutscher Chemiker und Hochschullehrer
- Hückel, Wolfgang (1936–2019), deutscher Diplomat, Botschafter der DDR
- Huckele, Andreas (* 1969), deutscher Lehrer und Autor
- Hückelhoven, Ralph (* 1969), deutscher Phytopathologe
- Huckenbeck, Kai (* 1993), deutscher Speedwayfahrer und zweifacher Deutscher Speedway-EinzelmeisterKai Huckenbeck (* 1993)

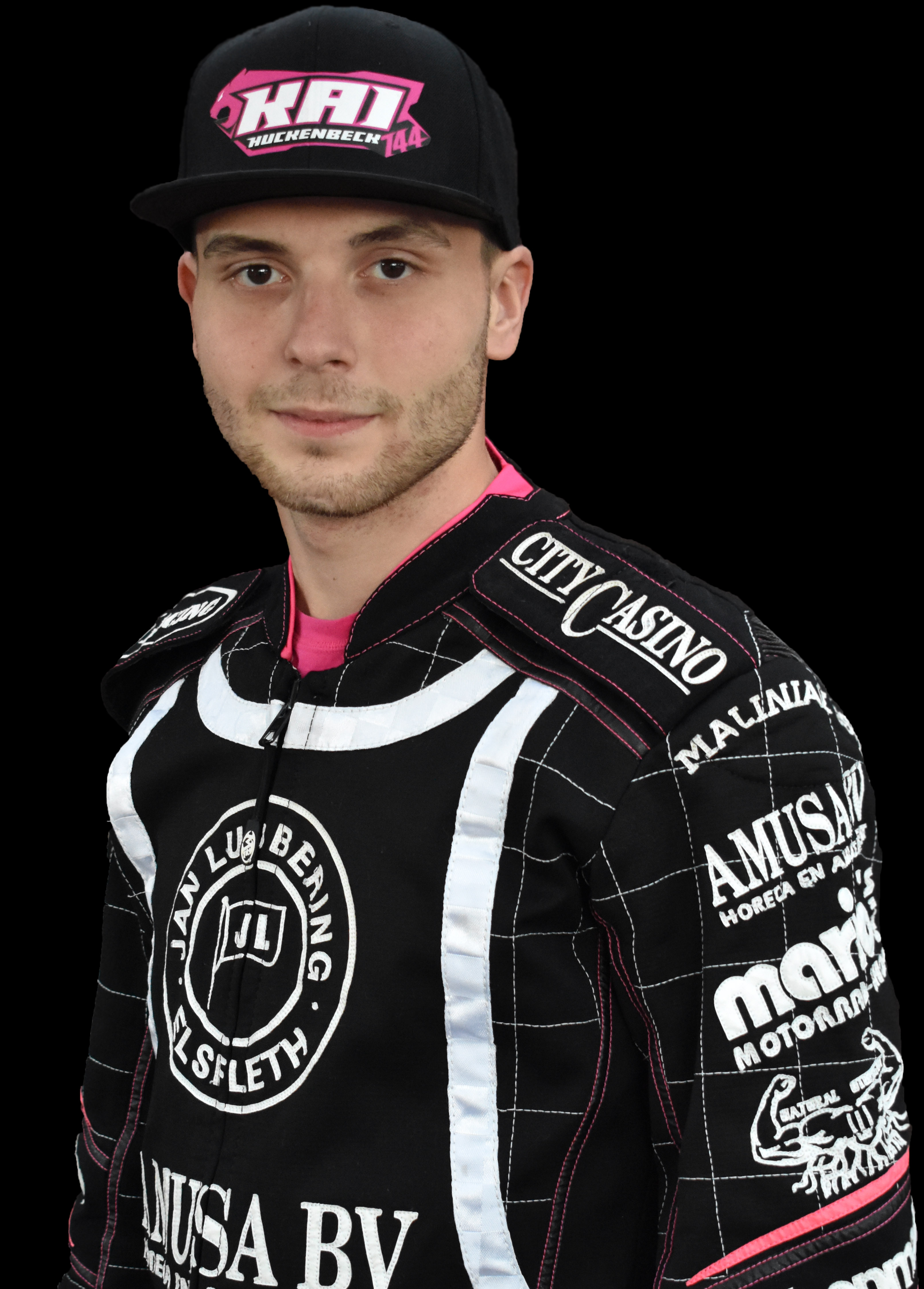
Kai Huckenbeck (* 1993)

- Huckenholz, Gerhard (1930–1998), deutscher Petrologe und Hochschullehrer
- Hucker, Bernd Ulrich (* 1944), deutscher Historiker und Hochschullehrer
- Hücker, Eberhard (* 1942), deutscher Verlagsdirektor, Publizist und Kommunalpolitiker
- Hucker, Reinhold (* 1949), deutscher Ringer
- Hucker, Robbie (* 1990), australischer Radsportler
- Huckerby, Darren (* 1976), englischer Fußballspieler
- Huckeriede, Jens (1949–2013), deutscher Filmemacher, Alternativunternehmer und Pädagoge
- Huckestein, Simon (* 1985), deutscher Triathlet
- Hückeswagen, Friedrich von, Regent und Graf von Hückeswagen
- Huckle, Alan (* 1948), britischer Gouverneur
- Huckle, Lucas (* 2006), deutscher Volleyballspieler
- Huckle, Patrick (* 1983), deutscher Fußballspieler
- Huckleberry, Alan (* 1941), US-amerikanischer Mathematiker
- Hucklenbroich, Peter (* 1949), deutscher Medizinhistoriker
- Hucklenbroich, Volker (1925–2004), deutscher Jurist und Berliner Politiker (FDP), MdA
- Hückler, Alfred (1931–2021), deutscher Industriedesigner und Designtheoretiker
- Hückmann, Onno (* 1950), deutscher Diplomat
- Hucknall, Mick (* 1960), britischer Musiker, Gründer der Band Simply RedMick Hucknall (* 1960)

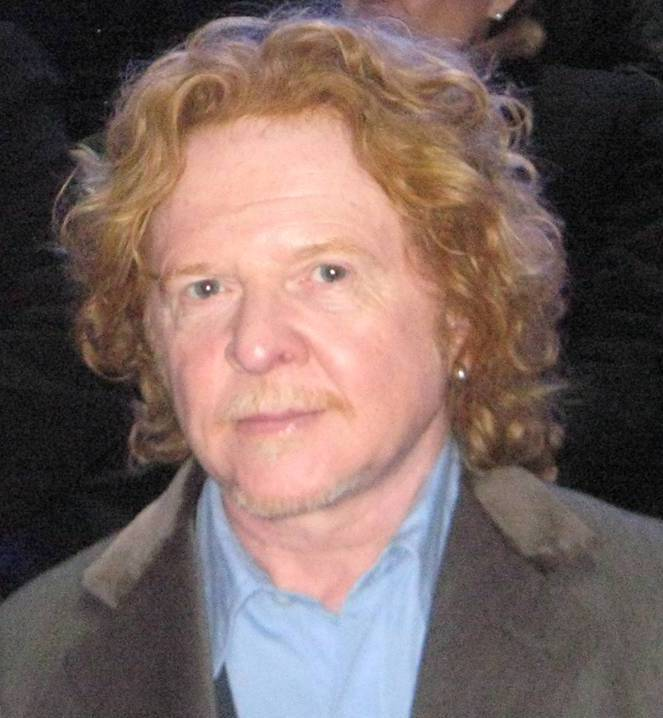
Mick Hucknall (* 1960)

- Hučko, Ladislav (1948–2025), griechisch-katholischer Geistlicher, Apostolischer Exarch von Tschechien
- Hucko, Peanuts (1918–2003), US-amerikanischer Jazz-Klarinettist
- Huckriede, Reinhold (1926–2014), deutscher Geologe und Paläontologe
- Hucks, Dieter (1919–1990), deutscher Boxer
- Hucks, Werner (* 1962), deutscher Gitarrist
- Hückstädt, Arnold (* 1935), deutscher Literaturwissenschaftler und Reuter-Forscher
- Hückstädt, Caren (* 1981), deutsche Badmintonspielerin
- Hückstädt, Conrad (* 1976), deutscher Badmintonspieler
- Hückstädt, Eberhard (* 1936), deutscher Maler und Grafiker
- Hückstädt, Ernst (1850–1902), deutscher Geistlicher und Autor
- Hückstädt, Gerhard (1944–2024), deutscher Richter
- Hückstädt, Hauke (* 1969), deutscher Autor, Literaturvermittler und -kritiker

### Hucl
- Hucles, Angela (* 1978), US-amerikanische Fußballnationalspielerin
- Hucleux, Jean-Olivier (1923–2012), französischer Maler und Zeichner

### Hucu
- Huculak, Lawrence Daniel (* 1951), kanadischer Geistlicher und ukrainisch griechisch-katholischer Erzbischof von Winnipeg

### Hucz
- Huczek, Józef (1936–1972), polnischer Skispringer
- Huczkowski, Ona (* 2002), finnische Schauspielerin